# Зумакулова, Танзиля Мустафаевна
Танзиля Мустафаевна Зумаку́лова (карач.-балк. Зумакуланы Мастафаны къызы Танзиля; род. 18 июля, 1934, село Гирхожан (ныне город Тырныауз), Кабардино-Балкарская автономная область, РСФСР, СССР)— советская и российская балкарская поэтесса. Народный поэт Кабардино-Балкарской АССР (1982). Член КПСС с 1975 года.

## Биография
Родилась 18 июля 1934 года в селении Гирхожан (ныне Тырныауз Эльбрусского района КБР) в семье участника Гражданской войны на Северном Кавказе Мустафы Башчиевича Зумакулова (1898—1963). Детство совпало с Великой Отечественной войной.
В 1940—1944 годах училась в начальной школе села Гирхожан. Но после депортации балкарского народа продолжила учёбу в Киргизии. Уже в школьные годы пробовала силы в литературе. Первые стихи появились в печати в 1954 году.
В 1957 году, по окончании периода тринадцатилетней депортации балкарцев возвратилась на родину.
С 1957 года принимала участие в общественной жизни страны. В 1989 году была избрана народным депутатом СССР. Избиралась членом ревизионной комиссии СП СССР, членом правления СП РСФСР.  Является членом Президиума правления СП КБР и членом исполкома Международного сообщества писательских союзов.
В 1961 году была принята в СП СССР. В 1968 году закончила Высшие литературные курсы в Москве.

## Творчество
В 1959 году вышел первый сборник стихов «Къаяда гюлле» («Цветы на скале»). 

### Отзывы о творчестве
«Творчество её по степени своего таланта, по глубине мыслей и поэтических открытий давно вышло за пределы не только балкарской, но и многонациональной поэзии. А это уровень А. Твардовского, М. Карима, Я. Смелякова, П. Бровки, Д. Кугультинова, А. Кешокова, Зульфии и других поэтов, составляющих гордость мировой поэзии», - пишет С. Баруздин.

## Награды и премии
- Орден «За заслуги в культуре и искусстве» (16 апреля 2025 года) — за вклад в развитие отечественной культуры и искусства, многолетнюю плодотворную деятельность[3]
- Орден Почёта (24 февраля 2011 года) — за заслуги в развитии отечественной культуры и искусства, многолетнюю плодотворную деятельность[4]
- Орден Дружбы народов
- Народный поэт Кабардино-Балкарской АССР (1982)
- Государственная премия РСФСР имени М. Горького (1977) — за сборник стихов «Сокровенность»
- Премия КБАССР (1970) — за книги «Прохлада гор» (1967) и «Светильник» (1969)
- Почётный гражданин города Нальчика[5]

## Семья
- Зумакулов, Мустафа Башчиевич (1898 — 1963) — отец, партийный деятель
- Зумакулов, Борис Мустафаевич (род. 1940) — брат, советский, российский партийный и государственный деятель
- Муж - Заслуженный работник высшей школы Российской Федерации доктор исторических наук Шарабутдин Гамидович Магидов.

## Произведения и публикации
- Каяда гюлле (Цветы на скале): Стихи. — Нальчик, 1959.
- Антивоенная поэма. — Нальчик, 1961.
- Тауланыжыры (Песня гор): Стихи и поэмы. — Нальчик, 1962.
- Радуга над домами: Стихи и поэмы. — М., 1963.
- Зумакулова Т. Дым очага / Пер. Н. Гребнева, А. Янова, Н. Скребова. — Нальчик: Каб.-Балк. кн. изд-во, 1965. — 108 с. — 2500 экз.
- Зумакулова Т. Стихи. — М., 1966.
- Зумакулова Т. Тау аяз (Прохлада гор): Стихи и поэмы. — Нальчик, 1967.
- Зумакулова Т. Чирахтан (Светильник): Стихи. — Нальчик, 1969.
- Зумакулова Т. Молчание / авториз. пер. с балк. Н. Гребнева, Ю. Нейман. — М.: Советский писатель, 1972.
- Зумакулова Т. Старой песни новая строка / Пер. с балк. Н. Гребнева, Ю. Нейман. — М.: Детская литература, 1977.
- Зумакулова Т. Сокровенность: Стихи и поэма. — М., 1980.
- Зумакулова Т. Дорогое имя / Пер. Н. Гребнева, Ю. Нейман. — Сувенирное изд. — Пермское кн. изд-во, 1981.
- Кёз жарыкъ (Белый свет): Стихи. — Нальчик, 1976.
- Сайламала (Избранное). — Нальчик, 1976.
- Жазыусуз жазмала (Непредвиденные письмена): Стихи. — Нальчик, 1977.
- Зумакулова Т. Благодарность: Книга лирики / Пер. с балк. Ю. Нейман, Н. Гребнева, Р. Казаковой. — Нальчик: Эльбрус, 1981.
- Зумакулова Т. Весна в горах: Стихи и поэмы / Пер. с балк. Ю. Нейман, Н. Гребнева. — М.: Советская Россия, 1982. — 170 с.
- Ата юйюм (Отчий дом): Стихи и поэмы. — Нальчик, 1984.
- Избранное в 2 томах. — Нальчик, 1994.